# Торенте: Глупа рука закона
Торенте: Глупа рука закона (шп. Torrente, el brazo tonto de la ley) шпански је филм из 1998. Насловну улогу у филму тумачи Сантијаго Сегура, који га је режирао и за њега написао сценарио.
Наслов је пародија филма Cobra, el brazo fuerte de la ley (Кобра, јака рука закона), назив који је коришћен у Шпанији за филм из 1986. Кобра, главна улога Силвестер Сталоне.
Овај филм је остварио највећу зараду у историји шпанске кинематографије, касније је наставак Торенте 2: Мисија у Марбељи, имао још већу зараду на биоскопским благајнама. Такође, филм је поставио темеље за серијал Сантијага Сегуре, који је такође режирао наставке, други Торенте 2: Мисија у Марбељи, трећи (Торенте 3: Неспособни заштитник), четврти (Торенте 4: Иза решетака) и пети наставак (Торенте 5: Мисија Еуровегас).

## Радња
Хосе Луис Торенте је саможиви и екстремно десничарски настројени полицајац којег красе бројне мане. Он је непристојни, расистични, хомофобични, политички некоректни и вечито пијани сексиста. Иако после овог описа Торенте делује као безнадежан случај, његов живот нагло мења долазак нове породице у комшилук јер преко дружења са новим комшијом, тоталним друштвеним отпадником Рафијем, види прилику да се приближи његовој прелепој сестри према којој већ од првог контакта развија симпатије. Међутим, Торентеов љубавни живот иде на паузу оног момента када сазнаје да се у оближњем кинеском ресторану скупља банда трговаца дрогом. Видевши ово као идеалну прилику за напредак у полицији, Торенте узима Рафија и његову екипу штребера као саборце у раскринкавању случаја.

## Награде
Филм је освојио награде Гоја за најбољег редитеља дебитанта (Сантијаго Сегура) и најбољег споредног глумца (Тони Лебланк).

## Занимљивости
Премијера у Шпанији одржана је 13. марта 1998. с 130 пројекција. О популарности филма у Шпанији најбоље говори податак да је у јулу још увек имао 76 пројекција дневно. Филм је постао друштвени феномен те је достигао границу од три милиона гледалаца. Сегура је постао један од најпопуларнијих људи у Шпанији. Филм је надмашио високобуџетне холивудске хитове као што је Титаник.

## Улоге
| Глумац           | Улога             |
| ---------------- | ----------------- |
| Сантијаго Сегура | Хосе Луис Торенте |
| Хавијер Бардем   | Султан            |
| Хавијер Камара   | Рафи              |
| Неус Асенси      | Ампарито          |
| Тони Лебланк     | Торенте падре     |
| Чус Лампреаве    | Реме              |
| Хулио Санхуан    | Малагуита         |